# Propelfly
Et propelfly eller propelflyvemaskine er en flyvemaskine, der bruger en eller flere propeller til at skabe den fornødne fremdrift. Denne trækkes rundt ved store omdrejningstal (flere tusinde omdrejninger pr. minut) enten af en stempelmotor eller af en jetmotor, hvis hovedaksel driver propellen gennem en gearkasse. Fly med sidstnævnte fremdriftssystem kaldes for turboprop-fly.